# Invasion of your Privacy
Invasion of your Privacy es el segundo álbum del grupo Ratt. Fue lanzado en 1985 y presentó los sencillos "Lay It Down", "You're in Love" y "What You Give Is What You Get". Beau Hill produjo el álbum y en la cubierta del álbum la modelo es Marianne Gravatte una ex Playboy, quien también hizo una aparición en el video musical de "Lay It Down". En esta época la PMRC afirmó que la cubierta del álbum incitaba a la escopofilia (voyeurismo).

## Lista de canciones
1. "You're in Love" (Pearcy/Croucier) – 3:12
2. "Never Use Love" (Pearcy) – 3:54
3. "Lay It Down" (Pearcy/Crosby/Croucier/Demartini) – 3:23
4. "Give It All" (Pearcy/Crosby) – 3:19
5. "Closer to My Heart" (Pearcy/Crosby) – 4:30
6. "Between the Eyes" (Pearcy/Demartini) – 3:54
7. "What You Give Is What You Get" (Croucier) – 3:47
8. "Got Me on the Line" (Pearcy/Crosby) – 3:04
9. "You Should Know by Now" (Pearcy/Crosby/Croucier) – 3:29
10. "Dangerous but Worth the Risk" (Pearcy/Demartini/Croucier) – 3:30

## Créditos
- Stephen Pearcy: Voz principal
- Warren DeMartini: Guitarra principal
- Robbin Crosby: Guitarra principal/rítmica y coros
- Juan Croucier: Bajo y coros
- Bobby Blotzer: Percusión y coros

## Certificaciones
| País    | Certificación | Fecha               | Ventas Certificadas |
| ------- | ------------- | ------------------- | ------------------- |
| EE. UU. | 2x Platino    | 12 de abril de 2000 | 2 000 000           |